# Timotej Záhumenský
Timotej Záhumenský (sinh 17 tháng 7 năm 1995) là một cầu thủ bóng đá Slovakia thi đấu ở vị trí hậu vệ trái cho FC DAC 1904 Dunajská Streda.

## Sự nghiệp câu lạc bộ

### ŠK Slovan Bratislava
Záhumenský ra mắt ở Corgoň Liga cho ŠK Slovan Bratislava ngày 31 tháng 5 năm 2014 trước FC Spartak Trnava và ở phút thứ 52 anh bị đuổi khỏi sân sau khi nhận thẻ vàng thứ hai.